# Viliame Toma
Viliame Toma (22 januari 1979) is een voormalige Fijisch voetballer die bij voorkeur als verdediger speelt.   

## Carrière
Op 7 april 2001 in de thuiswedstrijd tegen  Amerikaans Samoa maakte Dyer zijn debuut voor Fiji voetbalelftal. Hij speelde hele wedstrijd mee en hij begon in de basis, de wedstrijd ging gewonnen met 13-0. Hij heeft 16 wedstrijden gespeeld voor zijn nationale ploeg.
Toma beëindigde zijn voetbalcarrière in 2007. In 2022 werd hij trainer van Nadi FC. 